# Socios de la parrilla
Socios de la parrilla es un programa de televisión chileno conducido actualmente por Pancho Saavedra, Jorge Zabaleta y Pedro Ruminot que se estrenó el 9 de enero de 2022 en Canal 13. la segunda temporada fue estrenado el 8 de septiembre de 2022. la tercera temporada fue estrenado el 27 de agosto de 2023. El programa se trata de conversación y humor de los personajes y celebridades chilenas. Socios de la parrilla alcanzó el rating en 2022 entre 7,1 y en 2023 alcanzó el rating entre 7,4.

## Secciones
- ¿Quién es quién?
- Culpable soy yo
- Lo mejor y lo peor
- Prueba de inglés
- Un famoso una historia
- ¿Qué dice la gente?

## Auspiciadores
- Receta del Abuelo
- Unimarc
- Peugeot

## Personajes invitados

### Primera temporada (2022)
- Karen Doggenweiler
- Rodrigo Bastidas
- Gonzalo Valenzuela
- Myriam Hernández
- Iván Arenas
- Alison Mandel
- Chiqui Aguayo
- José Miguel Viñuela
- José Alfredo Fuentes
- Wildo
- Antonio Zabaleta
- Begoña Basauri
- Álvaro López
- Yazmín Vásquez
- Renata Bravo
- María Elena Swett
- Belén Soto
- Javiera Contador
- Jordi Castell

### Segunda temporada (2022)
- Carolina Arregui
- Pamela Leiva
- Arturo Longton
- Monserrat Álvarez
- Pepi Velasco
- Álvaro Rudolphy
- Fernando Larraín
- Don Francisco
- Las chicas Morandé
- Teresita Reyes
- Mariana Loyola
- Tonka Tomicic
- Gloria Simonetti
- Gabriele Benni
- Bruno Zaretti
- Yuhui Lee
- Juan Falcón
- Antonella Ríos
- Ingrid Cruz
- Francisca García-Huidobro
- Kenita Larraín
- Vanessa Daroch
- Latife Soto
- Benjamín Vicuña
- Rodrigo Muñoz
- Sergio Freire
- Gloria Benavides
- Gabriela Hernández
- Priscilla Vargas
- José Luis Reppening
- Fernando Alarcón
- Patricio Torres
- Los Hermanos Zabaleta
- Horacio Saavedra
- Martín Cárcamo

### Tercera temporada (2023-2024)
- Cecilia Bolocco
- Álvaro Salas
- Pamela Díaz
- Denise Rosenthal
- Los Atletas de la Risa
- Paty Cofré
- Marlen Olivari
- Ernesto Belloni
- Vivi Rodrigues
- Flaviana Seeling
- Francini Amaral
- Thiago Cunha
- Mauricio Flores
- Gigi Martin
- Melón y Melame
- Sergio Lagos
- Karla Constant
- Elenco de Casado con hijos
- Dino Gordillo
- Paul Vásquez
- Claudia Conserva
- Marcelo Comparini
- Kathy Salosny
- Fabrizio Copano
- Luis Slimming
- Diego Urrutia
- Lucho Miranda
- Paulina Nin de Cardona
- Andrea Molina
- Eliana de Caso
- Maly Jorquiera
- Jorge Alís
- Rafael Cavada
- Claudio Moreno
- Edo Caroe
- Tomás Leiva
- Alejandro Barros
- Gonzalo Egas
- Arturo Longton
- Gloria Münchmeyer
- Catalina Guerra
- Paola Camaggi
- Savka Pollak
- Eliseo Salazar
- Luis Gnecco
- Cristián García-Huidobro
- Roberto Poblete
- Sergi Arola
- Yann Yvin
- Ennio Carota
- Soledad Onetto
- María Luisa Godoy